# Lee Chang-hwan
Lee Chang-hwan (kor. 이창환; * 16. Februar 1982 in Ansan) ist ein ehemaliger südkoreanischer Bogenschütze und Olympiasieger.

## Karriere
Lee begann im Alter von 11 Jahren mit dem Bogenschießen. Sein internationales Debüt gab er 2001.
Seinen ersten großen Titel gewann er sogleich 2001 mit der Mannschaft bei den Weltmeisterschaften in Peking. 2007 wurde er sowohl im Einzel als auch mit der Mannschaft Weltmeister, ein weiterer Titelerfolg gelang ihm 2009, abermals mit der Mannschaft. Dazwischen gehörte er zur südkoreanischen Delegation bei den Asienspielen 2006 in Doha, wo er mit der Mannschaft ebenfalls Gold holte.
Bei den Olympischen Sommerspielen 2008 in Peking schied er im Einzel im Achtelfinale aus. Im Mannschaftswettbewerb, wurde er zusammen mit Im Dong-hyun und Park Kyung-mo Olympiasieger.